# Социалистическа партия - различни
Социалистическа партия – различни (на нидерландски: Socialistische Partij – Anders, SP.A) е белгийска социалдемократическа партия, активна главно сред фламандската общност. Членува в Партията на европейските социалисти и в Социалистическия интернационал.
Партията е образувана през 1978 година след разделянето на езиков принцип на Белгийската социалистическа партия и приема сегашното си име през 2001 година. От 90-те години участва в устойчива предизборна коалиция с по-малката социаллиберална партия ФламандскиПрогресивни. От 1999 до 2008 година Социалистическата партия участва в коалиционното федерално правителство на Ги Верхофстад, като постига най-големия си изборен успех през 2003 година. През 2007 година печели едва 14 от 150-те места в Камарата на представтелите и, за разлика от френскоезичната Социалистическа партия не е включена в правителството на Ив Льотерм.

## Председатели
Социалистическа партия
- 1978 – 1989 Карел Ван Мийрт
- 1989 – 1994 Франк Ванденбрауке
- 1994 – 1998 Луи Тобак
- 1998 – 1999 Фред Ердман
- 1999 – 2001 Патрик Янсенс

Социалистическа партия – различни
- 2001 – 2003 Патрик Янсенс
- 2003 – 2005 Стеве Стеварт
- 2005 Каролин Женез
- 2005 – 2007 Йохан Ванде Ланоте
- 2007 – 2011 Каролин Женез
- 2011 – Брюно Тобак